# Il segreto della pietra di luce - Paneb
Paneb (Paneb l'ardent) è il terzo libro della serie Il segreto della pietra di luce, uscito in Francia e in Italia nel 2000.

## Trama
Dopo dieci anni di regno, Mereptah, Faraone d'Egitto, è morto, e ne segue una contesa tra due pretendenti, con la conseguenza che lo spettro di una guerra fratricida incombe sulla Terra dei Faraoni; inoltre, il malcontento inizia a dilagare, perché i viveri scarseggiano e perfino l'acqua nasconde un'insidia micidiale. Neanche alla confraternita del Luogo della Verità tocca sorte migliore: vi si cela infatti un traditore di nome Mehy, ministro delle Finanze e capo delle forze armate, ora al servizio di un nemico diabolico che brama la pietra di luce, il tesoro custodito nel tempio di Maat, dea della giustizia. Paneb l'Ardente è chiamato da Nefer, suo padre adottivo e responsabile degli artigiani, per una prova cruciale, che potrebbe decidere il destino della confraternita, improbabile baluardo della civiltà egiziana...

## Personaggi
- Nefer
- Paneb
- Claire

## Edizioni
- Christian Jacq, Il segreto della pietra di luce - Paneb, traduzione di Laura Serra, Mantova, Mondadori, 31 agosto 2000,  p. 386, ISBN 978-8804482963.